# Gare de Higashi-Kanagawa
La gare de Higashi-Kanagawa (東神奈川駅, Higashi-Kanagawa-eki) est une gare ferroviaire de la ville de Yokohama, dans la préfecture de Kanagawa au Japon. La gare est desservie par les lignes Keihin-Tōhoku et Yokohama de la JR East.

## Situation ferroviaire
La gare de Higashi-Kanagawa est située au point kilométrique (PK) 57,2 de la ligne Keihin-Tōhoku. Elle marque le début de la ligne Yokohama.

## Histoire
La gare a été inaugurée le 23 septembre 1908.

## Services aux voyageurs

### Accès et accueil
La gare dispose d'un bâtiment voyageurs, avec guichet, ouvert tous les jours.

### Desserte
- Ligne Keihin-Tōhoku :
  - voies 1 et 2 : direction Yokohama et Ōfuna
  - voie 4 : direction Tokyo et Ōmiya
- Ligne Yokohama :
  - voies 2 à 4 : direction Shin-Yokohama, Machida et Hachiōji

### Intermodalité
La gare de Keikyū Higashi-kanagawa est située à proximité.

## Crédit d'auteurs
- (en) Cet article est partiellement ou en totalité issu de l’article de Wikipédia en anglais intitulé « Higashi-Kanagawa Station » (voir la liste des auteurs).